# ヤコブ・ファン・ヘームスケルク (軽巡洋艦)
| 完工直後の本艦 | |
| 艦歴           | |
| 発注           | ネーデルランズ・シープルバウズ社アムステルダム造船所                                                                               |
| 起工           | 1938年10月31日 |
| 進水           | 1939年9月16日 |
| 就役           | 1941年2月11日 |
| 除籍           | 1951年3月に除籍後、ハルクとなる。                                                                                                  |
| その後         | 1970年解体 |
| 除籍           | 1952年 |
| クラス名       | トロンプ級 |
| 性能諸元       | |
| 排水量:        | 基準：3,450トン 満載：4,860トン |
| 全長           | 131.95m |
| 水線長         | 125.0m |
| 全幅           | 12.43m |
| 吃水           | 4.32m |
| 機関           | ヤーロー式重油専焼三胴水管缶4基 ＋パーソンズ式ギヤード・タービン2基2軸推進                                                         |
| 最大出力       | 56,000hp |
| 最大速力       | 32.5ノット（公試時：33.7ノット）                                                                                                   |
| 航続距離       | 12ノット/6,800海里（燃料：860トン）                                                                                                |
| 乗員           | 420名 |
| 兵装           | Mk XVI 10.2cm（45口径）連装高角砲5基 ヴィッカース 4cm（39口径）四連装ポンポン砲1基 イスパノ・スイザ2cm機銃4丁                      |
| 装甲           | 舷側装甲：15mm（水線面主装甲）、20～30mm（シタデル) 甲板：25mm（主甲板）、15mm（上甲板） バーベット部：50mm 司令塔：30mm（最厚部） |

ヤコブ・ファン・ヘームスケルク (オランダ語: Hr. Ms. Jacob van Heemskerck) は、オランダの軽巡洋艦。トロンプ級の2番艦で、海軍休日時代に計画され、第二次世界大戦で運用された。この艦名は、オランダ海軍で幾度か襲名されてきた。

## 艦形
本艦は姉妹艦「トロンプ」と、兵装が異なる。船体は1番艦と同じく船首楼型船体であったが、イギリスに亡命して竣工まで工事をおこなった際に、居住区を増やすために船首楼を伸ばしたために長船首楼型船体となった。クリッパー型艦首には錨が左舷に2つ・右舷に1つが配置され、使用しない時はフランス海軍の「クールベ級戦艦」の様に艦首に錨が埋め込まれる巧妙な細工となっていた。
オランダ海軍の巡洋艦で採用され、姉妹艦も装備していたボフォース製15cm砲が手に入らなかったために、イギリス製の武器に換装された。10.2cm（4インチ）両用砲を、防盾の付いた連装砲架に搭載し、艦首甲板上に背負い式で2基配置した。2番主砲の基部から上部構造物が始まり、その後部に塔型艦橋が設けられ、それを基部として前部マストが立つ。
艦橋の背後に大型の1本煙突が立てられた。艦橋と煙突の間は艦載艇置き場とされ、2本1組のボート・ダビッドが片舷1組ずつ計2組によって運用された。中央甲板上に10.2ｃｍ連装高角砲が片舷1基ずつ、2基が並列配置された。
後部測距儀所を載せた見張り所の背後で船首楼が終了し、後部甲板上に10.2ｃｍ連装高角砲が後ろ向きに1基配置された。この武装配置により艦首方向に最大で10.2cm砲4門、舷側方向に最大で10.2cm砲8門・4cm機関砲4門、艦尾方向に最大で10.2cm砲6門・4cm機関砲4門が指向できた。

## 武装

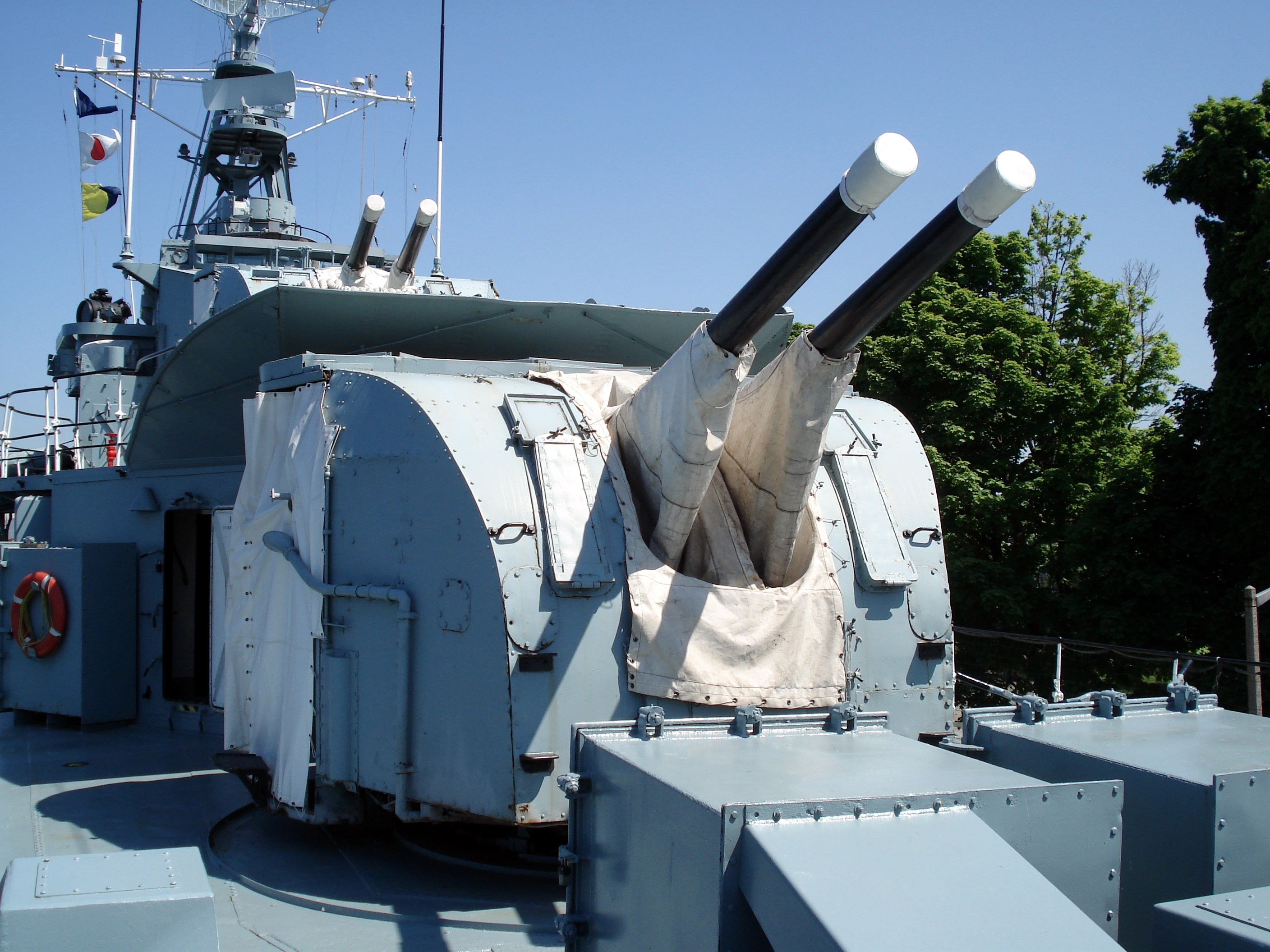
現在も残る「Mark XVI 10,2cm（45口径）連装高角砲」の写真。

本級の主武装として、イギリス海軍のクイーン・エリザベス級戦艦やリヴェンジ級戦艦、あるいは当時の巡洋艦や駆逐艦に至るまでで幅広く採用され、両用砲としても使用できる10.2センチ45口径Mk.XVI艦砲（高角砲）を搭載した。15.9kgの砲弾を仰角45度で射程18,150m、最大仰角80度で射高11,890mまで到達させることができた。これを連装砲架で5基を搭載した。砲架は340度の旋回角度があったが実際は上部構造物により射界に制限があった。砲身の俯仰は仰角80度・俯角10度で発射速度は毎分15発だった。
その他に、当時のイギリス軍艦に広く採用された「ヴィッカース 4cm（39口径）ポンポン砲を四連装砲架で1基、イスパノ・スイザ2cm機銃4丁を搭載した。
これらの火器を搭載するために279型レーダーを搭載したが、1943年春に新型の281型レーダー1基と285型レーダー2基に更新した。1945年にレーダーを277型2基と282型2基と293型レーダー1基に更新し、この時に旧態化した4cm四連装ポンポン砲1基とイスパノスイザ2cm機銃6丁を撤去し、新たに「ボフォース 4cm（56口径）機関砲」連装砲架で2基と「エリコン 2cm（76口径）機銃」を連装砲架で4基搭載した。

## 艦歴
1938年10月31日起工。1939年9月16日進水。第二次世界大戦の勃発直後、西部地上戦線はまやかし戦争と呼ばれ、睨み合いが続いた。この時期のオランダは連合国と枢軸国のどちらにも所属せず、中立国であった。1940年5月、ドイツ軍はフランス侵攻作戦の一環として、低地諸国（オランダ、ベルギー、ルクセンブルク）に攻め込んできた。オランダはナチス・ドイツに宣戦布告し連合国になったが、そのとき本艦は完成していなかった。5月10日に就役して14日から15日の夜にイギリスへ向かった。その時の兵装はイスパノスイザ2cm単装機銃6丁のみであった。
ヨーロッパ大陸からイギリスに脱出したウィルヘルミナ女王とオランダ政府は、同地に亡命政権を樹立する。亡命政権下で自由オランダ軍が編制され、本艦も含めオランダ海軍の艦艇多数が参加した。
6月、「ヤコブ・ファン・ヘームスケルク」と軽巡「スマトラ」は女王の娘ユリアナなどオランダ王族を乗せて北米大陸カナダ（イギリス連邦）へ向かった。それから本艦はイギリスに戻り、ポーツマスで1941年2月17日まで防空巡洋艦への改装工事が行われた。この時に271型および279型レーダーが搭載され1941年11月2日に完成した。
1941年3月からは大西洋の戦いに身を投じ、大西洋でシーレーンの防衛と船団護衛任務に従事した。
同年12月8日に太平洋戦争が勃発、日本軍が南方作戦を発動してフィリピンとマレー半島を攻略し、オランダ領東インドに迫った。
1942年1月、「ヤコブ・ファン・ヘームスケルク」はイギリスから極東へ向け出発。喜望峰周りで2月にセイロン島に到着。それから蘭印へ向け出港するが、日本軍の快進撃と戦況悪化によりインド洋での活動にとどまった。3月上旬、ジャワ島での戦いに敗れた現地のオランダ軍は降伏し、蘭印は日本軍が占領した。

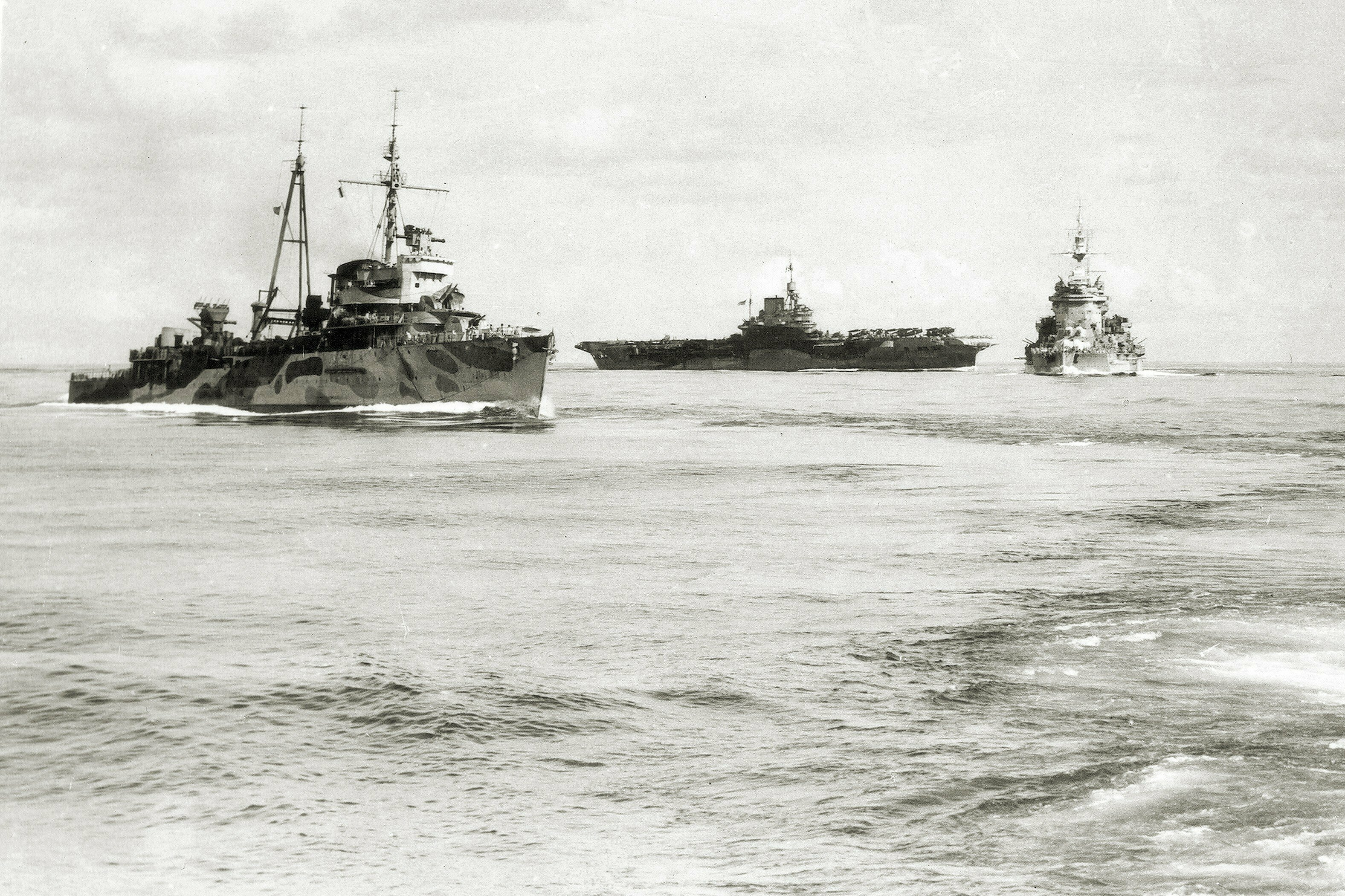
空母イラストリアス、戦艦ウォースパイトと共に撮影。

3月、「ヤコブ・ファン・ヘームスケルク」はイギリス海軍の東洋艦隊に加わる。ジェームズ・サマヴィル司令長官は麾下の艦艇を、戦艦「ウォースパイト」（旗艦）とイラストリアス級航空母艦を基幹とするA部隊 (Force A) と、リヴェンジ級戦艦と軽空母「ハーミーズ」を基幹とするB部隊 (Force B) に分割した。本艦はアルジャーノン・ウィリス提督が指揮するB部隊に所属した。以後インド洋で船団護衛に従事した。日本軍が実施したインド洋作戦にともなって生起したセイロン沖海戦では、日本海軍の南雲機動部隊により「ハーミーズ」や重巡2隻などが撃沈されたが、東洋艦隊に決定的被害はなかった。
1942年7月下旬から8月初旬にかけて、東洋艦隊はを実施、「ヤコブ・ファン・ヘームスケルク」も参加した。この作戦はソロモン諸島で実施予定のウォッチタワー作戦の陽動として、連合国がインド洋で上陸作戦を企図していると日本軍に思わせるものであった。次いで同年9月にはマダガスカルのマジュンガへの上陸作戦（ストリーム作戦）に参加した。この後は再び船団護衛に従事した。
1942年11月24日、「ヤコブ・ファン・ヘームスケルク」はオーストラリア海軍の軽巡「アデレード」と共に船団を護衛してフリーマントルを出航する。11月28日に「アデレード」が商船を発見し、「アデレード」と「ヤコブ・ファン・ヘームスケルク」はその調査に向かった。その船はドイツの封鎖突破船「Ramses」であった。「Ramses」からボートが降ろされるのが見え、次いで「Ramses」で爆発が起きて煙が立ち上ると「アデレード」は砲撃をはじめ、「ヤコブ・ファン・ヘームスケルク」も砲撃した。「アデレード」の砲撃開始から8分後に「Ramses」は沈んだ。
1943年2月、本艦と姉妹艦「トロンプ」を含むイギリス東洋艦隊は、パンフレット作戦に参加した。
1944年になると、修理の必要から地中海経由でイギリスへ向かう。ジブラルタル到着後しばらく船団護衛に従事し、イギリスには1944年6月に到着した。改装完了後に極東へ向かうが、日本の降伏で極東でも第二次世界大戦は終結したため1946年にはオランダに帰還した。
戦後は砲術練習艦として運用され、1955年12月1日に宿泊艦となった。1970年2月27日除籍。同年6月23日にスペインの解体業者に売却された。